# Dienheim
Dienheim est une municipalité de la Verbandsgemeinde Nierstein-Oppenheim, dans l'arrondissement de Mayence-Bingen, en Rhénanie-Palatinat, dans l'Ouest de l'Allemagne.

## Jumelage
| Ville | Ville | Pays | Pays   | Période     |
| ----- | ----- | ---- | ------ | ----------- |
|       | Sours |      | France | depuis 1977 |

## Illustrations

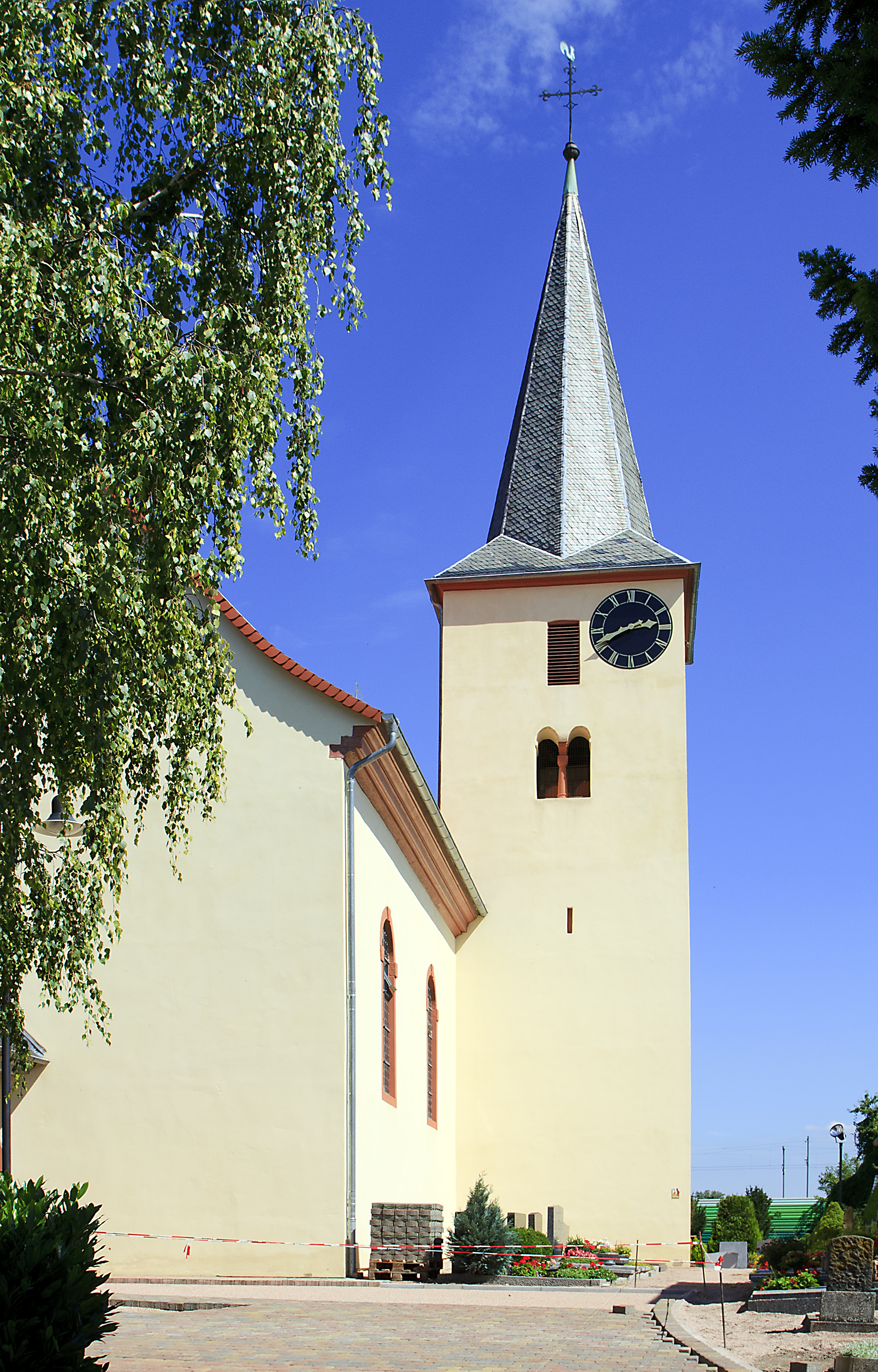
Église évangélique.
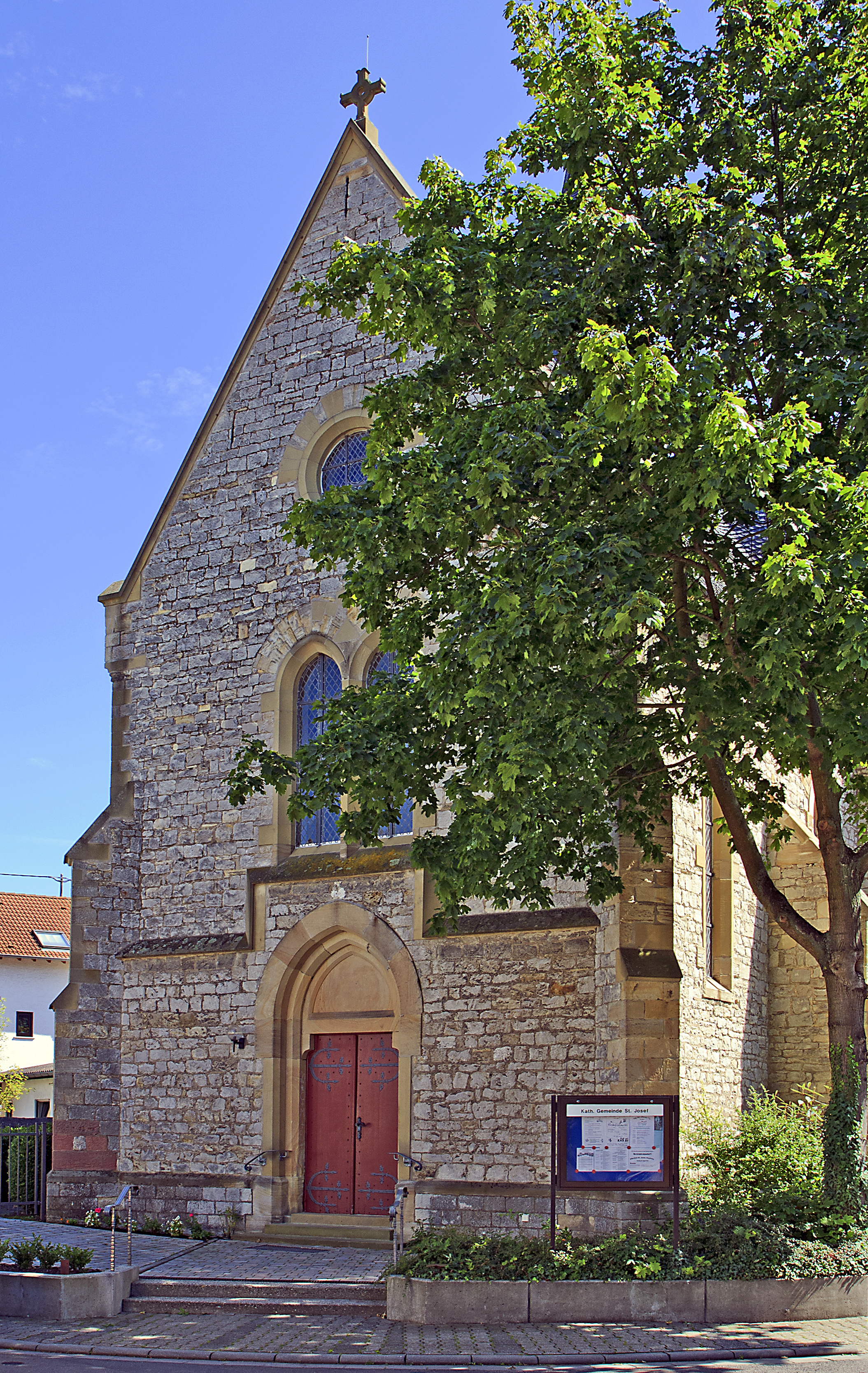
Église catholique.
Localisation de Dienheim dans la Verbandsgemeide et dans l'arrondissement.